# Diego Cuadros
Diego Alejandro Cuadros (Chigorodó, Antioquia, Colombia; 28 de mayo de 1996) es un futbolista colombiano. Juega como mediocampista y su equipo actual es el Club Deportivo Vaca Diez de la Liga Profesional Boliviana.

## Trayectoria
En el 2022 ficha por Unión Huaral de la Liga 2 Perú; donde logra anotar 2 goles en 20 partidos jugados, cumpliendo un gran torneo.

## Clubes
| Club                | País       | Año           |
| ------------------- | ---------- | ------------- |
| Jaguares de Córdoba | Colombia   | 2015 - 2017   |
| Senica              | Eslovaquia | 2018          |
| Zakakiou            | Chipre     | 2019          |
| Alianza Petrolera   | Colombia   | 2019-2021     |
| Unión Huaral        | Perú       | 2022-presente |

## Estadísticas
| Club                           | Div                 | Temporada           | Liga  | Liga  | Copa Nacional | Copa Nacional | Torneos Internacionales | Torneos Internacionales | Superliga | Superliga | Total | Total |
| Club                           | Div                 | Temporada           | Part. | Goles | Part.         | Goles         | Part.                   | Goles                   | Part.     | Goles     | Part. | Goles |
| ------------------------------ | ------------------- | ------------------- | ----- | ----- | ------------- | ------------- | ----------------------- | ----------------------- | --------- | --------- | ----- | ----- |
| Jaguares de Córdoba · Colombia | 1ª                  | 2015                | 6     | 0     | 0             | 0             | -                       | -                       | -         | -         | 6     | 0     |
| Jaguares de Córdoba · Colombia | 1ª                  | 2016                | 13    | 1     | 2             | 0             | -                       | -                       | -         | -         | 15    | 1     |
| Jaguares de Córdoba · Colombia | 1ª                  | 2017                | 0     | 0     | 0             | 0             | -                       | -                       | -         | -         | 0     | 0     |
| Jaguares de Córdoba · Colombia | 1ª                  | Total               | 19    | 1     | 2             | 0             | 0                       | 0                       | 0         | 0         | 21    | 1     |
| Total en su carrera            | Total en su carrera | Total en su carrera | 19    | 1     | 2             | 0             | 0                       | 0                       | 0         | 0         | 21    | 1     |